# Szedlacsik Ferenc
Szedlacsik Ferenc, Szedlacsek, František Sedláček (1898. október 10. – Prága, 1973. november 14.) válogatott labdarúgó, csatár, edző.

## Pályafutása

### Klubcsapatban
A Ferencvárosban 1927 és 1932 között összesen 172 mérkőzésen szerepelt (68 bajnoki, 90 nemzetközi, 14 hazai díjmérkőzés), és 84 gólt szerzett (36 bajnoki, 48 egyéb).

### A válogatottban
1925 és 1926 között két alkalommal szerepelt a csehszlovák válogatottban és gólt szerzett. 1928-ban egy alkalommal szerepelt a magyar válogatottban.

## Sikerei, díjai

### Játékosként
- Magyar bajnokság
  - bajnok: 1927–28, 1931–32
  - 2.: 1928–29, 1929–30
  - 3.: 1930–31
- Magyar kupa
  - győztes: 1928
- Közép-európai kupa (KK)
  - győztes: 1928

## Statisztika

### Mérkőzései a csehszlovák válogatottban
| Csehszlovákia | Csehszlovákia    | Csehszlovákia | Csehszlovákia | Csehszlovákia | Csehszlovákia | Csehszlovákia | Csehszlovákia | Csehszlovákia |
| #             | Dátum            | Helyszín      | Hazai         | Eredmény      | Vendég        | Kiírás        | Gólok         | Esemény       |
| ------------- | ---------------- | ------------- | ------------- | ------------- | ------------- | ------------- | ------------- | ------------- |
| 1.            | 1925. május 24.  | Prága         | Csehszlovákia | 3 – 1         | Ausztria      | barátságos    | 1             | 33' 46'       |
| 2.            | 1926. január 17. | Torino        | Olaszország   | 3 – 1         | Csehszlovákia | barátságos    | -             |               |
|               | Összesen         |               |               | 2             | mérkőzés      |               | 1             | gól           |

### Mérkőzése a magyar válogatottban
| Magyarország | Magyarország   | Magyarország                    | Magyarország | Magyarország | Magyarország | Magyarország | Magyarország | Magyarország |
| #            | Dátum          | Helyszín                        | Hazai        | Eredmény     | Vendég       | Kiírás       | Gólok        | Esemény      |
| ------------ | -------------- | ------------------------------- | ------------ | ------------ | ------------ | ------------ | ------------ | ------------ |
| 1.           | 1928. május 6. | Budapest. Hungária körúti pálya | Magyarország | 5 – 5        | Ausztria     | barátságos   | -            | 88'          |
|              | Összesen       |                                 |              | 1            | mérkőzés     |              | 0            | gól          |